# Latuf Madi
Latuf Madi (ar. لطوف مادي;ur. 23 lutego 1995) – francuski, a od 2023 roku komoryjski zapaśnik walczący w obu stylach. Zajął 38. miejsce na mistrzostwach świata w 2023 roku.
Brązowy medalista mistrzostw Afryki w 2024, a także mistrzostw śródziemnomorskich w 2016. Czwarty na igrzyskach panarabskich w 2023. Złoty medalista igrzysk Wysp Oceanu Indyjskiego w 2023. Trzeci na mistrzostwach Francji w 2014 i 2015 roku